# منزل أمير أصفي
منزل أمير أصفي (بالفارسية: خانه امیر آصفی) هو منزل تاريخي يعود إلى عصر دولة بهلوية، ويقع في سنندج.